# Kós-ház
A ma Kós-háznak nevezett lakóház a miskolci Görgey Artúr utca 32. szám alatt áll.

## Története
A villaépület 1931-ben épült Miskolcon, Imreh Zsigmond festőművész lakóházaként. A műemlék épület terveit Kós Károly, a magyar építészeti formanyelv egyik fontos alakítója tervezte 1928-ban, ma ezért hívják az épületet Kós-háznak. A villát egy kedves munkatársa Erdélyből Miskolcra férjhez menő leányának szánta nászajándékként.
1985-ben, az akkor rossz állapotban lévő épületet Miskolc Város Tanácsa az Építésügyi és Városfejlesztési Minisztériummal történt egyeztetés után megvásárolta és felújíttatta.
Magát a vásárlást a Magyar Építőművészek Szövetsége Észak-Magyarországi Csoportja és a Miskolci Városszépítő Egyesület kezdeményezte, hogy otthonra találjanak benne. 1987-ben az épületet átadták, és amellett, hogy az említett szervezetek székháza lett, állandó várostörténeti (építészettörténeti) kiállítás is nyílt benne.

## Leírása
A kertben villaszerűen szabadon álló ház Miskolcon egyedülálló építészeti stílust képvisel. Lábazata és kerítése nyers terméskőből készült. A népies szecessziós épület jellegzetes elemei a magas tetőzet, a félköríves térbővület és a faragott fadíszítések. Egyediek a tetőn a hófogók. Miskolc több épületéhez hasonlóan (Deszkatemplom) az erdélyi építészetből vett elemek mutathatók ki rajta. Görgey utcai homlokzatát részben vadszőlő futotta be, Mikes Kelemen utcai, déli homlokzata eredeti állapotában tekinthető meg.

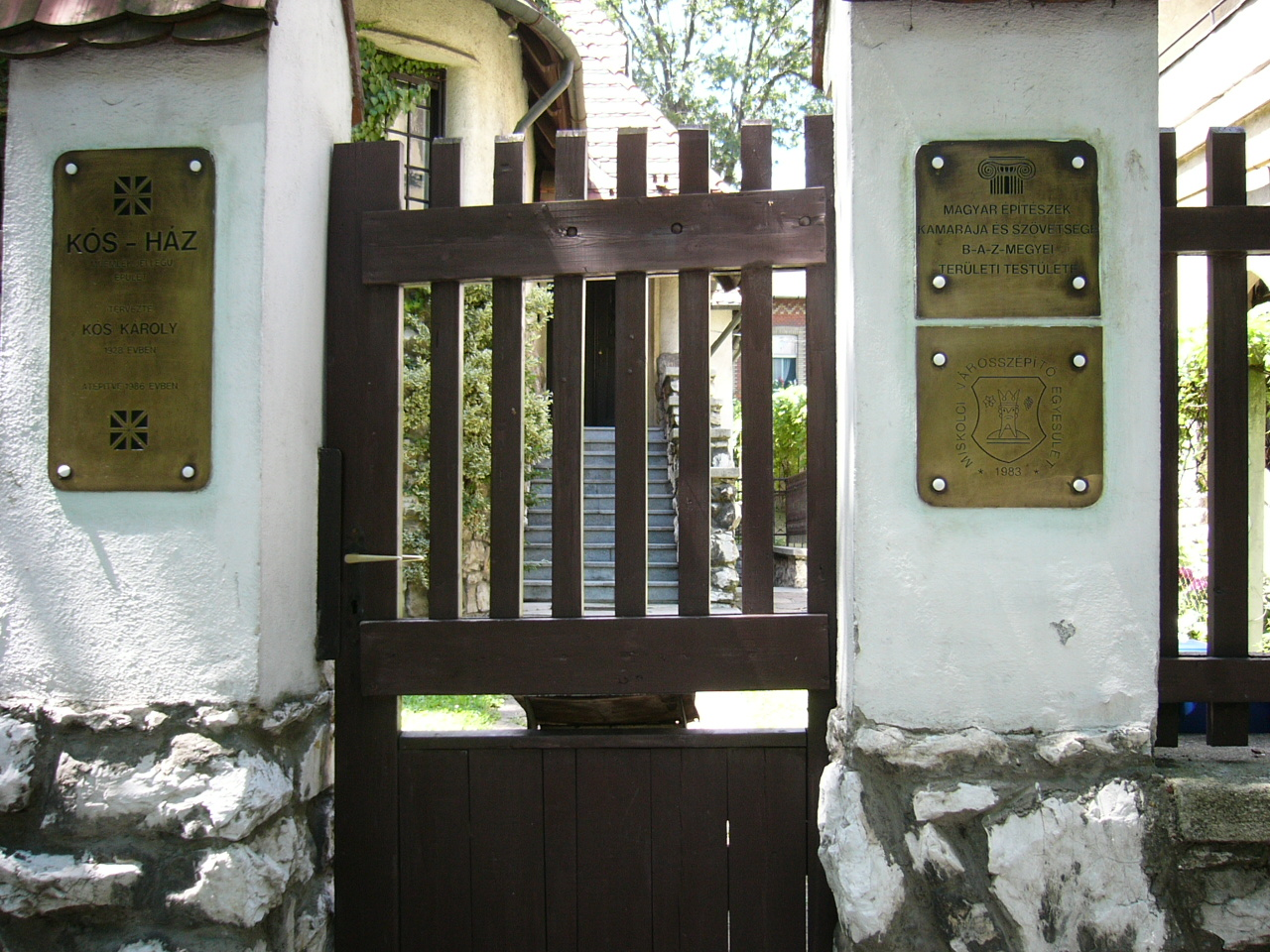
A Kós-ház kapuja